# Chromacris nuptialis
Chromacris nuptialis is een rechtvleugelig insect uit de familie Romaleidae. De wetenschappelijke naam van deze soort is voor het eerst geldig gepubliceerd in 1873 door Gerstaecker.